# سون سيونج يون
سون سيونج يون (بالكورية: 손성윤)‏ هي ممثلة كورية جنوبية، ولدت يوم 24 أغسطس 1984 في سول في كوريا الجنوبية. 

## روابط خارجية
- سون سيونج يون على موقع IMDb (الإنجليزية)
- سون سيونج يون على موقع قاعدة بيانات الفيلم (الإنجليزية)